# 喜马拉雅书带蕨
喜马拉雅书带蕨（学名：Vittaria himalayensis），为书带蕨科书带蕨属下的一个植物种。